# Hypsalonia tioga
Hypsalonia tioga är en insektsart som beskrevs av Gurney och Eades 1961. Hypsalonia tioga ingår i släktet Hypsalonia och familjen gräshoppor. Inga underarter finns listade i Catalogue of Life.